# Puchar Szwajcarii w piłce siatkowej mężczyzn (1958)
Puchar Szwajcarii w piłce siatkowej mężczyzn 1958 – 1. edycja rozgrywek o siatkarski Puchar Szwajcarii.
Rozgrywki składały się z 1/8 finału, ćwierćfinałów, półfinałów i finału. We wszystkich rundach rywalizacja toczyła się w systemie pucharowym, a o awansie decydowało jedno spotkanie.
Finał odbył się 18 marca 1958 roku w Genewie. Puchar Szwajcarii zdobył klub EOS Lausanne, który w finale pokonał Université de Genève.

## Rozgrywki

### 1/8 finału
|  | EOS Lausanne II | ?:3 | Rapid Genève | Lozanna |

| 09.02.1958 | Musica Genève | 0:3 (6:15, 13:15, 7:15) | Star VBC | Genewa |

| 09.02.1958 | CERN Genève | 3:1 (15:6, 15:6, 9:15, 15:11) | ETH Zürich II | Genewa |

Wolny los: Genève VB, Université de Genèvem, Université de Lausanne, EOS Lausanne, ETH Zürich

### Ćwierćfinały
| 23.02.1958 | Université de Lausanne | 2:3 (15:12, 12:15, 11:15, 15:11, 11:15) | Université de Genève | Lozanna |

| 25.02.1958 | EOS Lausanne | 3:2 (15:7, 10:15, 15:12, 5:15, 15:7) | Genève VB | Lozanna |

| 26.02.1958 | Star VBC | 3:0 (17:15, 15:12, 15:10) | Rapid Genève | Genewa |

| 23.02.1958 | CERN Genève | 0:3 (15:17, 6:15, 4:15) | ETH Zürich | Genewa |

### Półfinały
| 09.03.1958 | Star VBC | 2:3 (15:2, 2:15, 15:4, 5:15, 7:15) | EOS Lausanne | Genewa |

| 02.03.1958 | ETH Zürich | 1:3 (15:12, 15:17, 9:15, 14:16) | Université de Genève | Zurych |

### Finał
| 18.03.1958 | EOS Lausanne | 3:2 (15:6, 11:15, 13:15, 15:6, 15:12) | Université de Genève | Genewa |